# Beočin
Beočin (serbisch-kyrillisch Беочин; ungarisch Belcsény deutsch [veraltet] Beotschin, auch Beöcsin) ist eine Kleinstadt im Okrug Južna Bačka in der Vojvodina, Serbien. Der Verwaltungssitz der Opština Beočin hat knapp 8000 Einwohner. Die Stadt ist bekannt für ihre Zementindustrie.

## Geographie

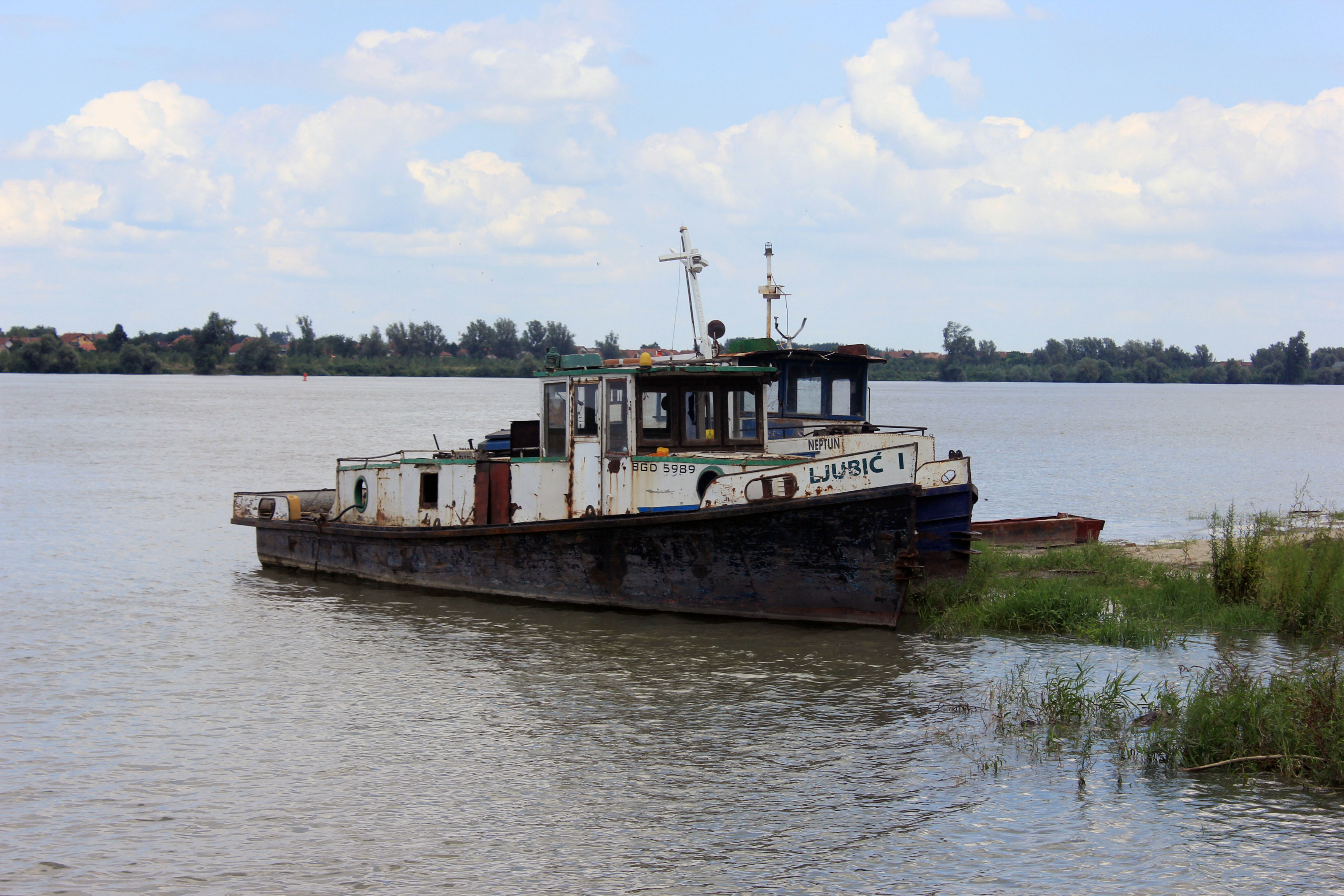
Boot an der Donau in Beočin

Beočin liegt nördlich der Fruška Gora am rechtsseitigen (südlichen) Ufer der Donau, etwa 15 Kilometer südwestlich von Novi Sad. Im Westen grenzt die Kleinstadt an den Wohnplatz Brazilija an, der verwaltungstechnisch zwischen Beočin und Čerević aufgeteilt ist. Im Osten liegt in etwa 2 km Entfernung das Dorf Rakovac. Obwohl Beočin verwaltungstechnisch zur Batschka gezählt wird, gehört es durch seine geographische Lage historisch zu Syrmien. Die Kleinstadt ist in zwei Stadtteile gegliedert: Beočin selo ist der Ältere von beiden im Süden der Stadt, Beočin grad grenzt an die Donau und die Zementfabrik an.

## Historie
Das heute etwas südlich außerhalb der Stadt gelegene Kloster Beočin wird in ottomanischen Aufzeichnungen erstmals 1566/1567 erwähnt. Spätestens Ende des 17. Jahrhunderts bildete sich angrenzend an das Kloster ein Weiler auf dem Gebiet des heutigen Selo; dieser zählte 1702 49 Haushalte.
Zunächst lebten die Bewohner vor allem vom Weinanbau, aber im 19. Jahrhundert bekam die Zementindustrie mehr Bedeutung. Die erste Zementfabrik wurde 1839 gegründet.

## Demographie
Laut der letzten Volkszählung in Serbien lebten 2011 3986 Frauen und 3853 Männer in der Stadt.
| Zensusjahr | Einwohner | Bemerkungen /Referenzen |
| ---------- | --------- | ----------------------- |
| 1702       | >343      | 49 Feuerstellen         |
| 1845       | 1140      | [ 7 ]                   |
| 1901       | 1903      | [ 8 ]                   |
| 1948       | 3639      |                         |
| 1953       | 4082      |                         |
| 1961       | 5145      |                         |
| 1971       | 6563      |                         |
| 1981       | 7298      |                         |
| 1991       | 7873      |                         |
| 2002       | 8058      |                         |
| 2011       | 7839      |                         |

### Ethnien
In der Stadt lebt eine große ethnische Minderheit von Roma, die etwa ein Fünftel der Bevölkerung ausmachen. Vor dem Zweiten Weltkrieg lebten viele Deutsche in der Stadt, heutzutage beträgt ihr Anteil etwa 3 ‰ der Bevölkerung.
Die meisten Bewohner der Stadt sehen sich als Serben; bei der Volkszählung 2011 gaben 4797 sich als solche an, was etwa zwei Drittel der Bevölkerung entspricht. Nach den Roma bilden Kroaten die zweitgrößte ethnische Minderheit, als solche deklarierten sich rund 5 % der Bevölkerung, während 2½ % sich als Magyaren sahen. Obwohl in der Opština eine große Zahl von Slowaken lebt (830, was etwa 5 % der Bevölkerung entspricht), deklarierten sich in der Stadt selbst nur 75 Personen, was weniger als 1 % entspricht, als slowakisch. Auffällig ist die hohe Zahl an Personen, die sich nicht zuordnen lassen wollen (466), nicht zugeordnet werden können (83), sich regional einordnen (134) oder sich als Jugoslawen (122) verstehen. Dies sind insgesamt 805 Personen, also mehr als 10 % der Stadtbewohner.

## Ökonomie
Das heutige Zementwerk liegt im Mehrheitsbesitz von Wietersdorfer.

### Verkehr

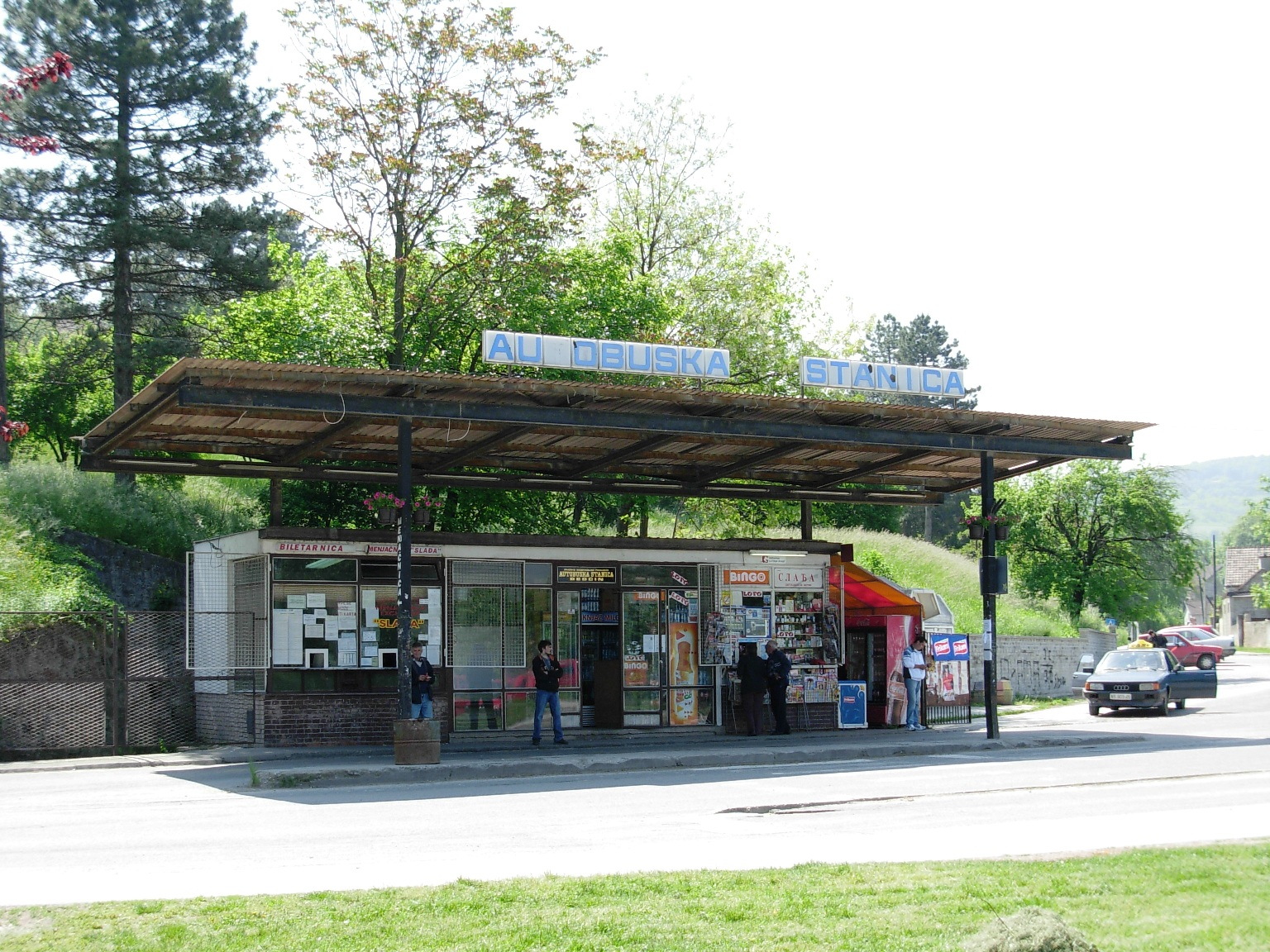
Omnibusbahnhof

Die Magistrale 119 von Neštin an der Grenze zu Kroatien nach Sremska Kamenica verläuft als Umgehungsstraße durch das Stadtgebiet. Eine Autofähre verbindet die Stadt mit Futog am gegenüberliegenden Ufer der Donau. Am Omnibusbahnhof der Stadt verkehren die Linien 79, 80 und 81 zwischen dem Bahnhof Novi Sad und Čerević bzw. Banoštor. Der nächstgelegene Bahnhof liegt an der Bahnstrecke Budapest–Belgrad im etwa 16 km entfernten Petrovaradin, dieser wird jedoch seit 2018 wegen einer Neutrassierung derzeit nicht angefahren. Die um das Fin de Siècle bestandene schmalspurige Stichbahnstrecke von Petrovaradin nach Beočin wurde stillgelegt und abgebaut. Der Donauhafen bietet eine Kailänge von 110 m bei 2½ m Tiefgang; er wird von Rhenus betrieben.

## Kultur

### Sport
Der FK Cement Beočin wurde 1913 als BAK (umbenannt 1919 in BSK) von Arbeitern der Zementfabrik gegründet und spielt im 1500 Zuschauer fassenden städtischen Stadion (Gradski stadion). 2021 spielt die erste Mannschaft in der Südstaffel der Vojvođanska liga, die auf der vierten Ebene der serbischen Ligapyramide liegt. Größter Erfolg der jüngeren Geschichte war die Meisterschaft in der Srpska Liga Vojvodina 1998/1999.
Außerdem gibt es Vereine für Judo, Karate, Boxen, Kung-Fu, Sportfischen, Schach, Handball.

## Persönlichkeiten

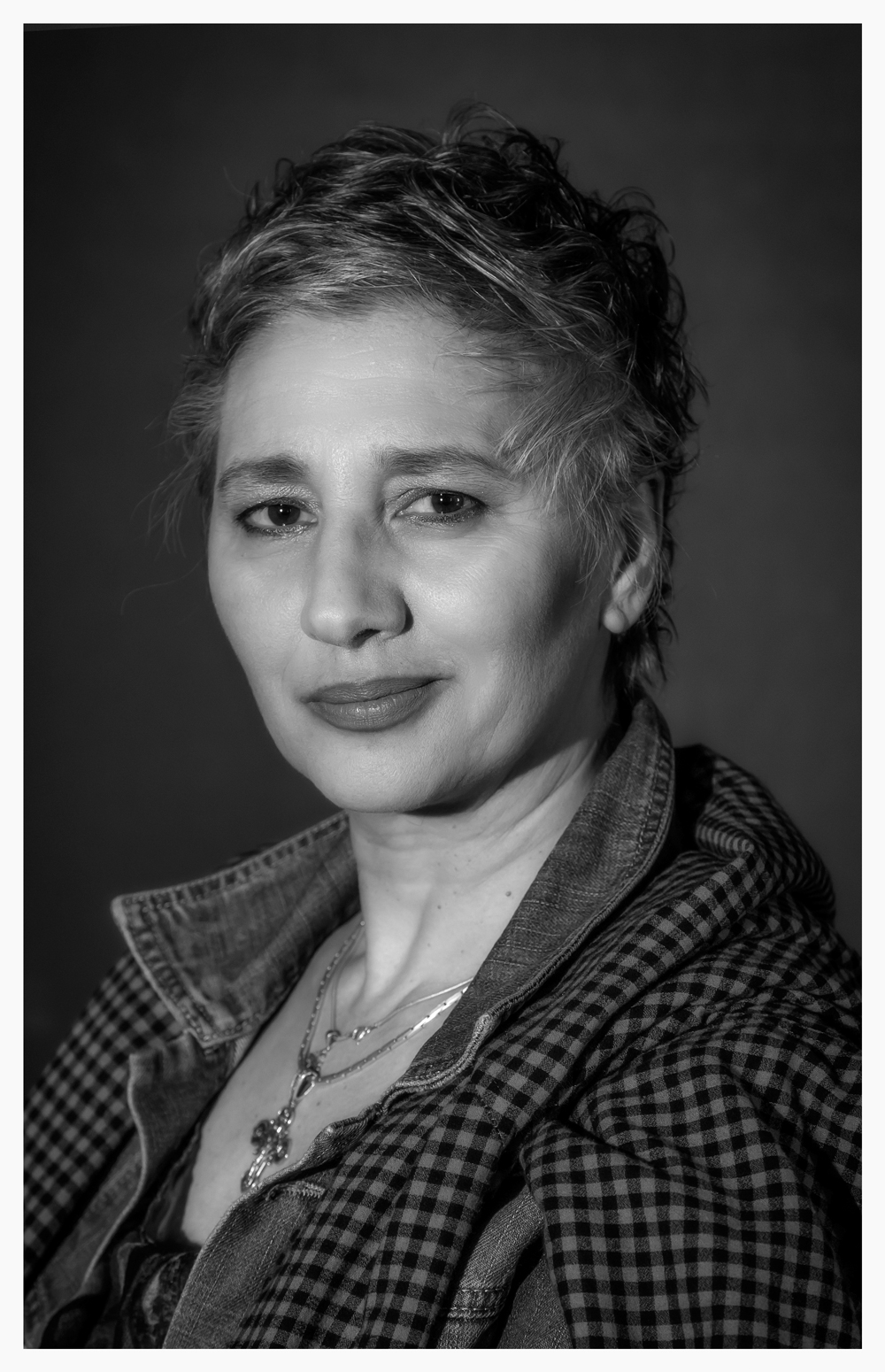
Gordana Đurđević-Dimić, Schauspielerin am Nationaltheater in Novi Sad

- Jelica Bjeli (1922–2009), Schauspielerin
- George Kalmus (* 1935), Physiker[14]
- Gordana Đurđević-Dimić (* 1961), Schauspielerin
- Geard Ajetović (* 1981), Boxer